# Kazimierz Michałek-Gorgoń
Kazimierz Michałek-Gorgoń (ur. 22 maja 1928 w Dębicy, zm. 23 marca 2016) – polski lekkoatleta, sprinter i wieloboista. Używał również pseudonimu Kazimierz Grochowski.

## Życiorys
Ukończył polonistykę na Uniwersytecie Jagiellońskim w 1952 i wychowanie fizyczne na WSWF w Krakowie w 1953. W 1972 uzyskał stopień doktora nauk wychowania fizycznego. Był kierownikiem Studium WFiS na Politechnice Krakowskiej (1972-1975) i zastępcą kierownika WFiS na Akademii Medycznej w Krakowie (1989-1992).
Był mistrzem Polski w sztafecie 4 × 100 metrów, sztafecie 4 × 200 metrów i sztafecie 4 × 400 metrów w 1950, wicemistrzem w pięcioboju w 1952 oraz brązowym medalistą w pięcioboju w 1951.
Był rekordzistą Polski w klubowej sztafecie 4 × 100 metrów (43,8 s 14 sierpnia 1950 w Krakowie).
Rekordy życiowe:
| Konkurencja        | Data i miejsce           | Wynik    |
| ------------------ | ------------------------ | -------- |
| bieg na 100 metrów | 10 czerwca 1950, Kraków  | 11,0     |
| bieg na 200 metrów | 3 czerwca 1951, Poznań   | 22,8     |
| dziesięciobój      | 23 września 1951, Kraków | 5369 pkt |

Był zawodnikiem Ogniwa Kraków (1950-1952) i Wisły Kraków (1953-1961, do 1956 noszącej nazwę Gwardia Kraków). Grał również w siatkówkę i piłkę ręczną w Kolejarzu Kraków i w koszykówkę w AZS Kraków.